# Ahmed Abbes
Ahmed Abbes, né en 1970, est un mathématicien tunisien, directeur de recherches au laboratoire Alexander Grothendieck à l'Institut des hautes études scientifiques.

## Biographie
Il est initié par son père, un professeur de lycée, aux mathématiques. Très jeune, il devient passionné par la géométrie, plus tard il découvre l'algèbre et suit le cursus classique : classes préparatoires, École normale supérieure et doctorat à l'Université Paris-Sud, à Orsay, sous la direction de Lucien Szpiro. À Orsay, il rencontre aussi Michel Raynaud, ce qui a été pour lui une phase importante de sa carrière : « J'ai eu la révélation qui a renforcé mon choix : plonger dans le monde fascinant de la géométrie algébrique, rencontrer ces choses vivantes et les comprendre ».
En 1989, il défend les couleurs de la Tunisie aux Olympiades de mathématiques en lui procurant une médaille d'argent.
En 1996, Ahmed Abbes est recruté au Centre national de la recherche scientifique pour travailler dans la recherche mathématique. Pour lui, le travail mathématique est similaire à une investigation, une quête « plus proche de l'art que de la science dans le sens strict du mot mais ça ne veut pas dire que je suis un artiste ».

## Prix et récompenses
- 2005 : Médaille de bronze du CNRS[6]
- 2016 : Distinguished Ordway visitor, School of Mathematics of the University of Minnesota[7]

## Autres activités
Il est coordinateur de la Campagne tunisienne pour le boycott académique et culturel d’Israël (TACBI) et secrétaire de l'AURDIP (Association des universitaires pour le respect du droit international en Palestine), participant à BDS.

## Sélection de publications
- Ahmed Abbes et Thierry Bouche, « Sur le théorème de Hilbert-Samuel arithmétique », Comptes rendus hebdomadaires des séances de l'Académie des sciences, no 317,‎ 1993, p. 589-591 (ISSN 0001-4036)
- Ahmed Abbes et Emmanuel Ullmo, « Comparaison des métriques d'Arakelov et de Poincaré sur  {\displaystyle X_{0}(N)} », Duke Mathematical Journal, no 80,‎ 1995, p. 295-307 (ISSN 0012-7094)
- (en) Ahmed Abbes et Takeshi Saito, « Local Fourier transform and epsilon factors », Compositio Mathematica, no 146,‎ 2010, p. 1507-1551 (ISSN 0010-437X, arXiv 0809.0180)
- (en) Ahmed Abbes, Michel Gros et Takeshi Tsuji, « The p-adic Simpson correspondence », dans Annals of Mathematics Studies, vol. 193, Princeton, Princeton University Press, 2016, 617 p. (ISBN 978-0-691-17028-2)